# Banteux
Banteux is een gemeente in het Franse Noorderdepartement (regio Hauts-de-France) en telt 364 inwoners (1999). De plaats maakt deel uit van het arrondissement Cambrai.

## Geografie
De oppervlakte van Banteux bedraagt 6,2 km², de bevolkingsdichtheid is 58,7 inwoners per km².
De onderstaande kaart toont de ligging van Banteux met de belangrijkste infrastructuur en aangrenzende gemeenten.

## Demografie
Onderstaande figuur toont het verloop van het inwonertal (bron: INSEE-tellingen).